# Heavenly
Heavenly é o terceiro álbum de estúdio da banda de rock japonesa L'Arc~en~Ciel, lançado em 1 de setembro de 1995.

## Faixas
Todas as letras escritas por hyde.
| N.º            | Título                           | Música         | Duração |  |
| 1.             | "Still I'm with You"             | ken            | 4:14    |  |
| 2.             | "Vivid Colors"                   | ken            | 4:46    |  |
| 3.             | "And She Said"                   | hyde           | 4:43    |  |
| 4.             | "Garasu Dama (ガラス玉)"         | ken            | 5:06    |  |
| 5.             | "Secret Signs"                   | ken            | 3:37    |  |
| 6.             | "C'est la Vie"                   | tetsu          | 5:31    |  |
| 7.             | "Natsu no Yuu-utsu (夏の憂鬱)"   | ken            | 4:13    |  |
| 8.             | "Cureless"                       | tetsu          | 4:52    |  |
| 9.             | "Shizuka no Umi de (静かの海で)" | L'Arc~en~Ciel  | 7:14    |  |
| 10.            | "The Rain Leaves a Scar"         | ken            | 3:53    |  |
| Duração total: | Duração total:                   | Duração total: | 46:44   |  |

## Créditos
- hyde – vocal
- ken – guitarra
- tetsu – baixo
- sakura – bateria, percussão
- Takeshi Hadano – teclados
- Akira Nishidaira – teclados na faixa 2[1]
- Jonathan E. Miles – voz na faixa 9